# Bíňa
Bíňa (Hongaars:Bény) is een Slowaakse gemeente in de regio Nitra, en maakt deel uit van het district Nové Zámky.
Bíňa telt 1466 inwoners.

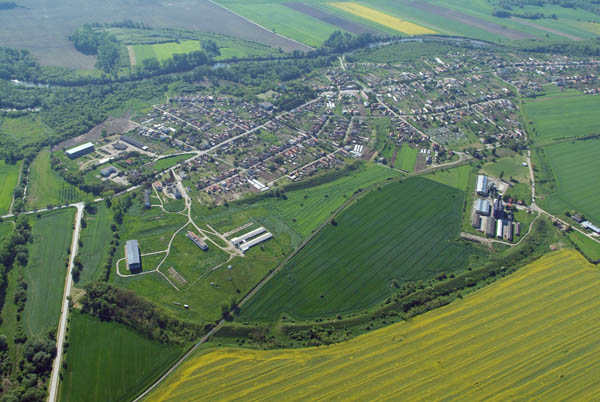
Luchtfoto van Bíňa
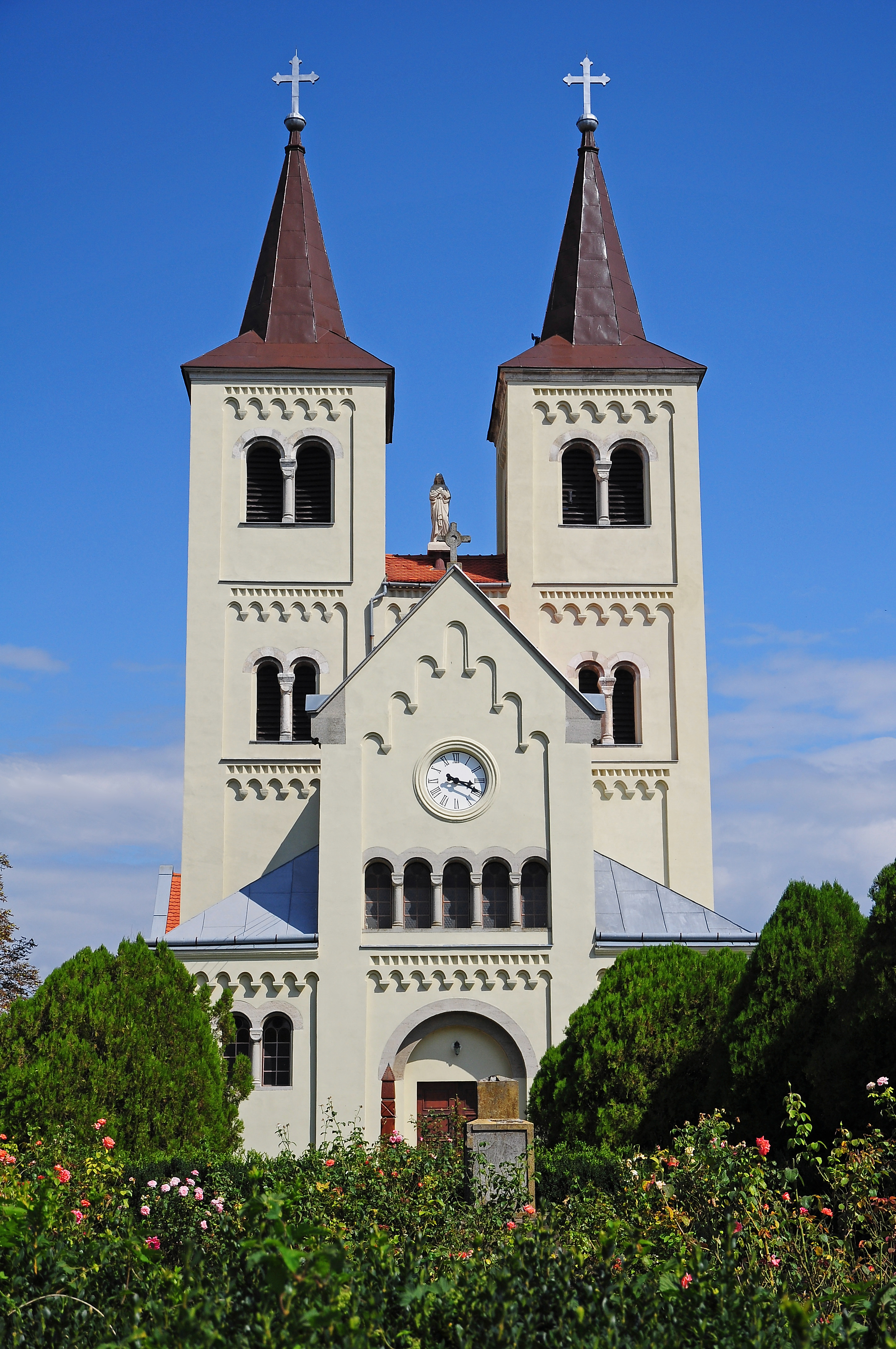
Kerk in Bíňa